# ISO 3977
ISO 3977はガスタービンの設計と調達に関する国際規格である。ISO 3977は主にASME 133シリーズのガスタービンと同様にAPI 616 と API 11PGT 規格に基づく。規格では任意のガスタービンシステムも15 °C, 60%の 相対湿度と海面高度の条件下である。規格は9分野に分かれ、調達、設計要件、設置と信頼性を網羅する。